# 峡湾国家公园
峡湾国家公园（英語：Fiordland National Park）也称菲奥德兰国家公园，为新西兰南岛西南部的一座国家公园，面积12,500平方千米，为新西兰最大的国家公园。气候湿润。沿海有众多的峡湾，其中以米尔福德峡湾最为著名。公园内三分之二的地区都覆盖着原始的山毛榉和罗汉松森林，森林中栖息有鸮鹦鹉、鹬鸵等珍贵鸟类。1990年，峡湾国家公园作为蒂瓦希普纳默的一部分成为世界自然遗产。

## 图片

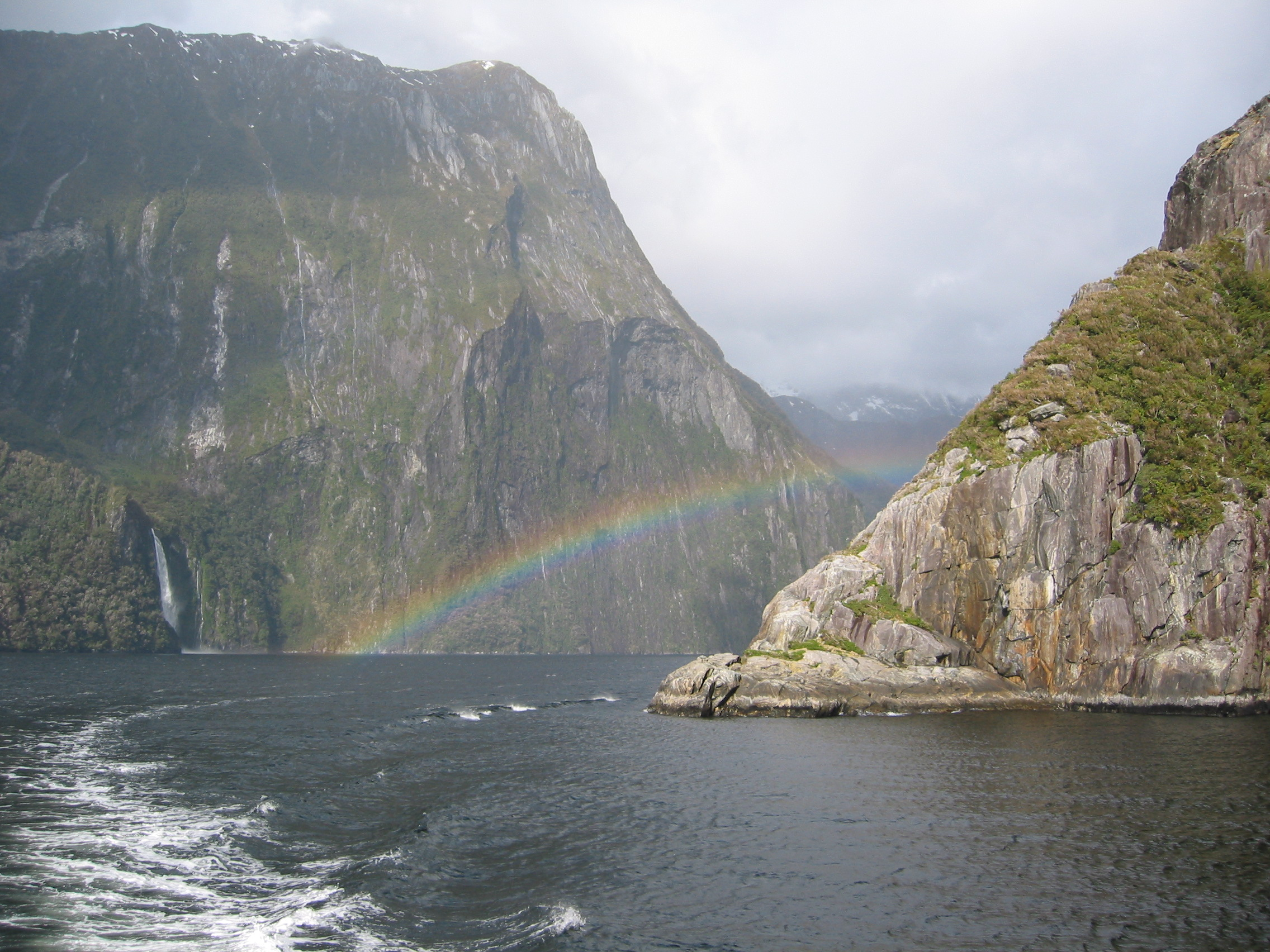
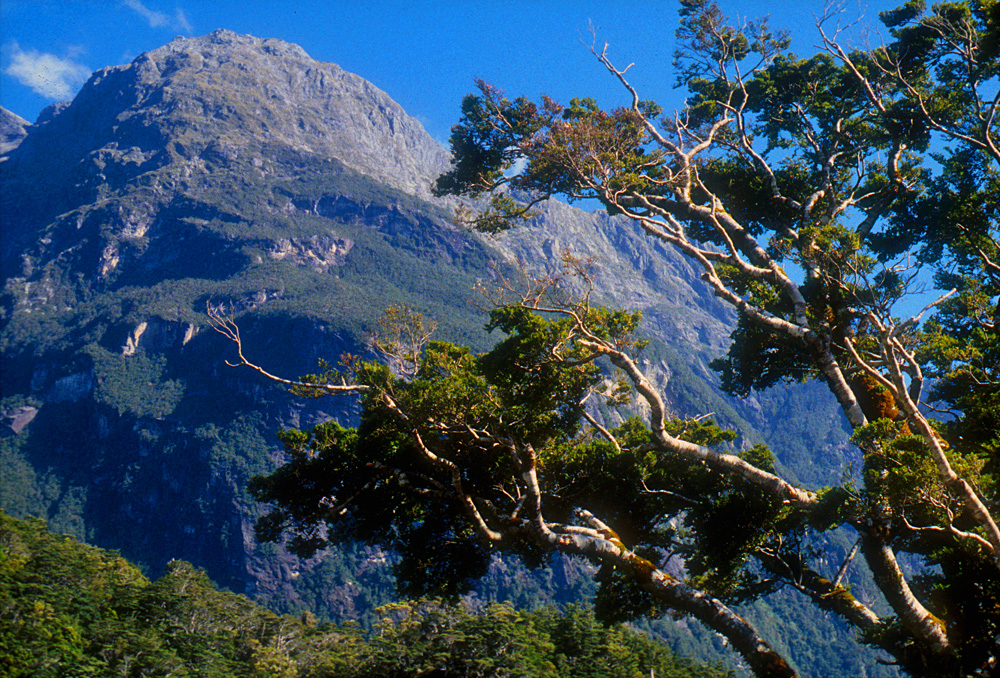
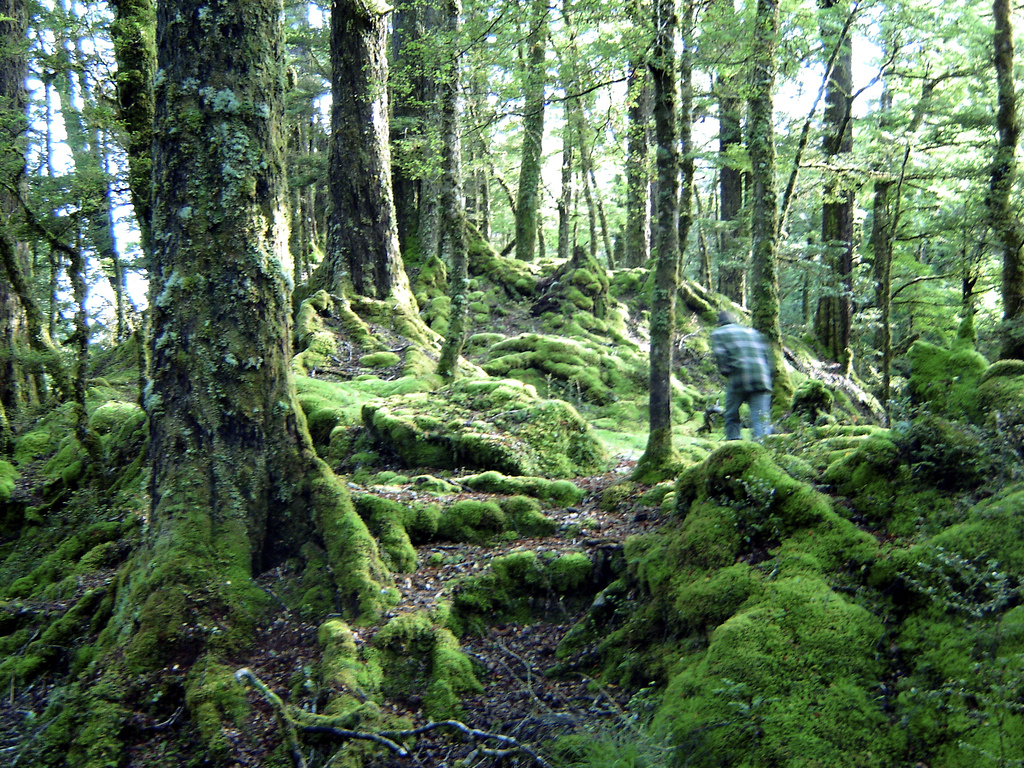